# 安德魯斯縣 (德克薩斯州)
安德魯斯县（英語：Andrews County）是美国德克萨斯州西部的一個縣，西鄰新墨西哥州，面積3,888平方公里。根據2020年美國人口普查，共有人口18,610人。縣治安德魯斯（Andrews）。該縣成立於1876年8月21日，縣名紀念在得克萨斯革命康塞普西翁戰役中戰死的理察·安德魯斯（Richard Andrews）。